# Турсько (Малопольське воєводство)
Турсько (пол. Tursko) — село в Польщі, у гміні Ценжковиці Тарновського повіту Малопольського воєводства.
Населення — 316 осіб (2011).
У 1975-1998 роках село належало до Тарновського воєводства.

## Демографія
Демографічна структура станом на 31 березня 2011 року:
|          | Загалом | Допрацездатний вік | Працездатний вік | Постпрацездатний вік |
| -------- | ------- | ------------------ | ---------------- | -------------------- |
| Чоловіки | 165     | 45                 | 110              | 10                   |
| Жінки    | 151     | 34                 | 88               | 29                   |
| Разом    | 316     | 79                 | 198              | 39                   |